# Svobodná hora
Svobodná hora (640 m n. m.) je významný bod Netonické vrchoviny, která je okrskem Bavorovské vrchoviny v Šumavském podhůří. Svobodná hora je nejvyšší vrchol Chelčické vrchoviny, která je podokrskem Netonické vrchoviny. Nachází se na pravém břehu řeky Blanice, 2 km východně od Bavorova a 5 km jihozápadně od Vodňan.
Zhruba 130 metrů jihozápadně od vrcholu se nachází vyhlídka na šumavské vrcholy Boubín a Bobík. Nedaleko od vrcholu se nachází krucifix, na vrcholu ateistický památník odkazující se na Neviditelného růžového jednorožce a rozhledna Haniperk.
NA vrcholu se stýkají katastry Bavorova, Vodňan a Stožic (katastrální území Křepice u Vodňan)

## Flora
Hora je porostlá převážně smrky a buky. Na západním svahu Svobodné hory v údolí Blanice se nachází přírodní památka Bavorovská stráň, jsou zde chráněna druhově bohatá luční společenstva.

## Rozhledna
Dne 28. října 2019 byla na Svobodné hoře slavnostně otevřena 24,5 m vysoká rozhledna. Vyhlídková plošina je ve výšce 21 m. Investorem bylo Město Vodňany, které získalo finanční podporu z Programu rozvoje venkova. Rozhledna se nazývá Haniperk, jméno vzešlo z veřejné ankety.

### Výhled

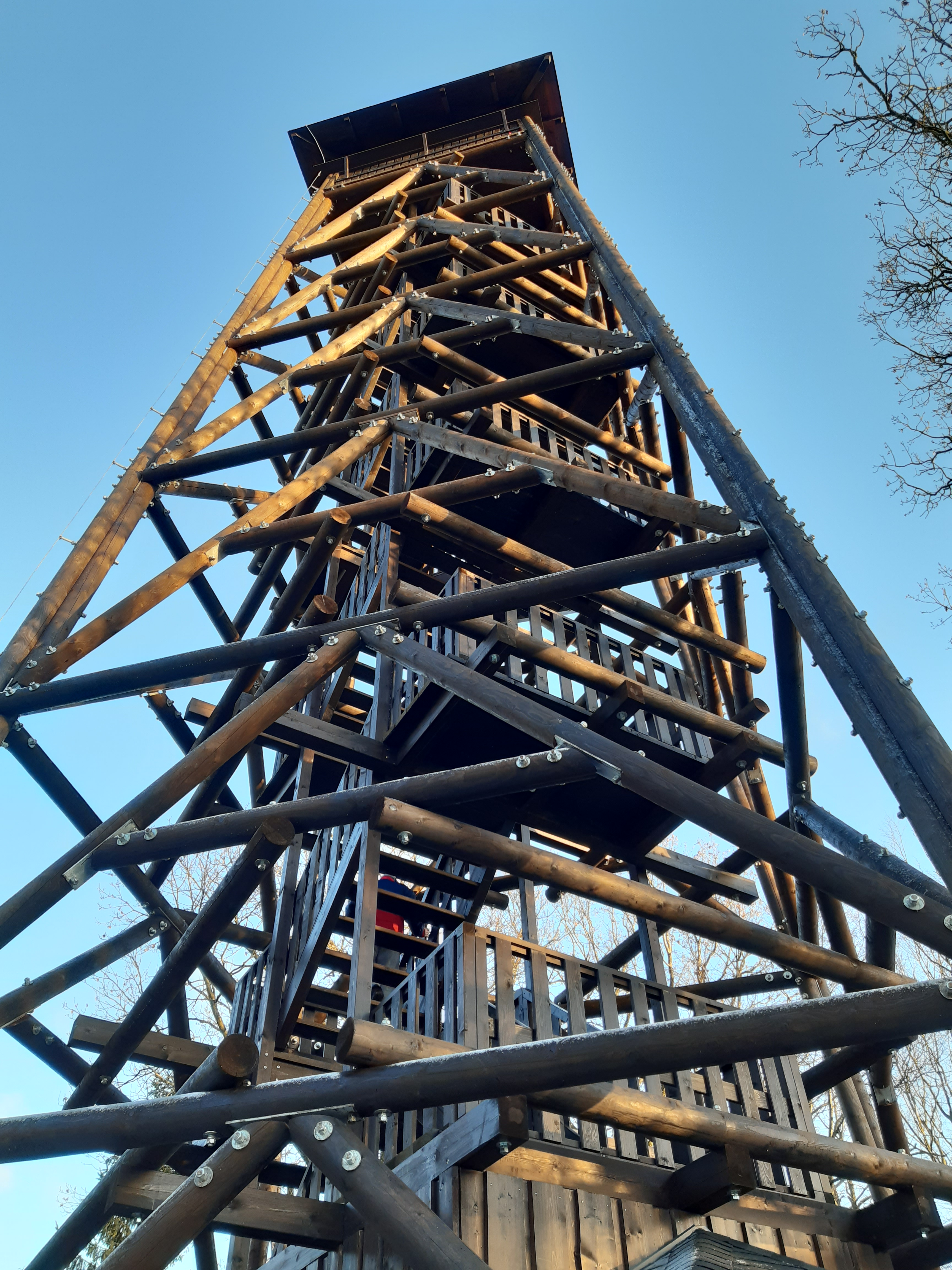

Z rozhledny je možno spatřit na jihovýchodě zámek Hluboká, kostel na Rudolfově u Českých Budějovic, České Budějovice, Novohradské hory a horu Kleť s vysílačem, na jihu vrcholy Chlum, Knížecí Stolec a Libín, na jihozápadě šumavské hory Bobík, Boubín a na západě Mařský vrch u Vimperka s vysílačem. Dále zříceninu Helfenburk u Bavorova a město Bavorov a na severu města Písek a Protivín. Na západě pak blízké město Vodňany a na obzoru jadernou elektrárnu Temelín.

## NS Stožice
K vrcholu kopce vede naučná stezka Stožice.
https://www.naucne-stezky.cz/naucna-stezka-stozice/

## Odkazy

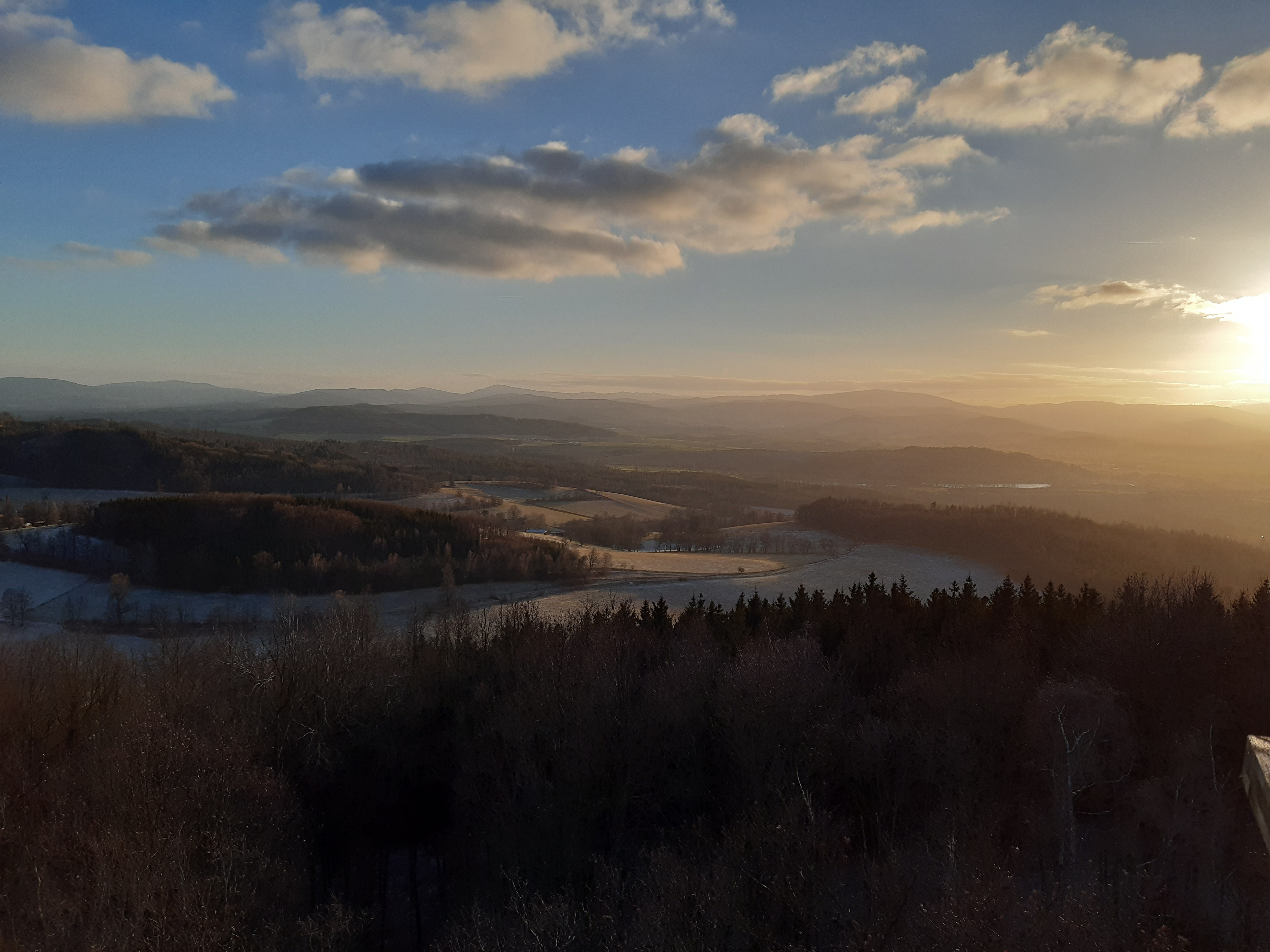